# Възход на Венеция
През Развитото средновековие Венеция, макар все още васал на далечната Византийска империя, но все по-независима от нея, натрупва богатства благодарение на контрола си върху търговията с Леванта и започва да се разширява в Адриатическо море. Тази фаза на експанзия започва при династията Орсеоло, първоначално с цел борба с пиратите, заплашващи с набезите си крайбрежните брегове на Истрия и Далмация, и води до подчинението им и до последващото признаване на властта на Венеция над херцогство Далмация от страна на Византия.
Към 1071 г. норманите прогонват византийците от последното им пристанище в Южна Италия и започват да конкурират венецианците в Адриатическо море. През 1082 те превземат Дуръс и византийският император призовава венецианския флот на помощ. В замяна на оказаната помощ Венеция получава големи привилегии в търговията из цялата Византийска империя – освободена е от всякакви мита и данъци.
Много по-голямо значение за отваряне на допълнителни търговски маршрути играят кръстоносните походи, първият от които започва през 1096 г. и достига Сирия през 1099 г. Започва основаването на кръстоносните държави в Светите земи и към тях се насочват поклонници и търговци. Венеция е в много добра позиция да заеме ключово място в търговията с предоставените и привилегии от страна на Византия, но скоро се изправя пред конкуренцията на другите две италиански морски републики Генуа и Пиза. Те демонстрират своята обединена мощ през XI век, когато успяват да опазят Сардиния и Корсика от мюсюлманските атаки. Впоследствие и двата града доминират в търговията в западното Средиземноморие. Генуа играе важна роля в кръстоносните походи, като установява търговски връзки с Леванта и директно конкурира Венеция. Това води до продължителни войни между двете с променлив победител.

## Първи кръстоносен поход и първа война с Византия
През 1095 г. Витале I Микеле става дож на Венеция, а в същото време на Клермонския събор във Франция папа Урбан II, в отговор на византийските молби за помощ срещу селджуците, дава началото на кръстоносните походи. Актът всъщност надхвърля искането на византийския император, който просто се надява да получи франкски наемници с цел подсилване на войските му, но големият европейски отклик на папския призив превръща похода на кръстоносците в неудържимо събитие. Венеция, за разлика от другите италиански морски републики, първоначално не осъзнава степента му на важност: не вярвайки в успеха на начинанието, дожът отказва да участва, докато пизанците и генуезците предоставят помощ и кораби за експедицията на Годфроа дьо Буйон.
Когато през 1098 г. кръстоносците завладяват Антиохия, създавайки първото ядро на кръстоносните държави, дожът разбира важността и икономическото значение на тази окупационна война и вижда риска от конкуренция от страна на другите морски републики. През юли 1099 г. 207 кораба отплават от Венеция под съвместното командване на Джовани Витале, син на дожа, и епископа на Оливоло Енрико Контарини. През декември венецианският флот прихваща в Родос пизанските кораби, съюзници на Боемунд I Антиохийски, влезли в конфликт с византийския император Алексий, и ги потапя. През пролетта на 1100 г. венецианският флот се насочва към Светите земи, където междувременно Годфроа дьо Буйон е превзел Йерусалим, но, лишен от пизанската флота, не успява да получи помощ. По този начин той е принуден да се споразумее с венецианците, които предоставят услугите си в замяна на това да имат във всяка завладяна територия или град собствен квартал, който не подлежи на мита, данъци или габели. Хайфа, Яфо и териториите на крайбрежната Сирия скоро падат заедно с Мира, от която венецианците премахват мощите на Свети Никола, спасени от предишното преминаване на Бари, и ги изпращат във Венеция. Експедицията се завръща през 1101 г. Дожът умира през пролетта на 1102 г., точно когато хърватско-унгарският крал Коломан е коронясан за крал на Унгария, Хърватия и Далмация, след като завладява Задар.
Другият син на Витале, Орделафо Фалиеро, е избран за нов дож. Загрижен за войната с унгарците, той заповядва през 1104 г. концентрирането на всички докове за строителство на кораби в източната част на града, създавайки първото ядро на Венецианския арсенал. Войната продължава от 1105 до 1115 г., когато Венеция най-накрая успява да превземе Задар и Шибеник. Междувременно Орделафо участва в Норвежкия кръстоносен поход, като победоносно обсажда Сайда. В края на унгарския конфликт той може да замине за Сирия, където експанзията на кръстоносците продължава, участвайки в превземането на град Акраː от местния гръцки манастир на Христос Пантократор са извадени злато и емайли, които, изпратени във Венеция, образуват Златната олтарна картина, която и днес краси главния олтар на базиликата „Сан Марко“. При завръщането си у дома дожът трябва да воюва отново срещу унгарците, но загива в битката при Задар през 1117 г.
През 1118 г. дож Доменико Микеле изпраща посланици до новия източен император Йоан II Комнин, за да поиска подновяване на договорите между Венеция и империята. Йоан II, раздразнен от нарастващата арогантност на венецианските търговци и от щетите, породени от тяхната привилегирована дейност за икономиката на Византия, отказва да потвърди привилегиите, дадени в златната була на неговия предшественик Алексий, предпочитайки вместо това да облагодетелства пизанските и генуезките търговци. Възползвайки се от молбата за помощ на франките от Утремер след залавянето на краля на Йерусалим Балдуин II от сарацините, Венеция незабавно предлага да се притече на помощ, нетърпелива да изпрати мощен флот на Изток. На 8 август 1122 г., след като назначава сина си и племенника си за регенти с титлата Venetiarum Praesides, дожът отплава на изток; по пътя той се натъква на византийския Корфу, който успява да устои на обсадата. През 1123 г. обаче венецианският флот се появява в Бяло море, опустошавайки Хиос, Лесбос, Родос и накрая Кипър. Тогава дожът решава да се обърне срещу египтяните, подкрепяйки кръстоносците при превземането на Ашкелон. След това Микеле сключва споразумения с патриарха на Йерусалим Гвармонд, великия конетабъл на кралството Вилхелм от Бари и канцлера на Сория Паган, така че след като прекарват Коледа в Йерусалим, на венецианците е гарантирано притежанието на квартал във всеки град на Йерусалимското кралство и пълното освобождаване от всички мита и задължения. Флотът им се придвижва срещу Сайда и Тир, завладени с измама на 30 юли 1124 г. след петмесечна обсада. Така освободен от ангажименти към християнските държави отвъд океана, дожът отново се обръща срещу византийците, опустошавайки Самос и Андрос, и накрая се завръща в Адриатическо море, за да се противопостави на намеренията на Стефан II Унгарски, заплашващ венецианските владения. Връщайки се във Венеция, дожът донася със себе си, сред многобройната плячка, скъпоценните мощи на Свети Изидор и Свети Донат. През 1126 г., изправен пред новите венециански опустошения на островите Метони и Кефалония, източният император слага край на войната, като издава нов хрисовул, с който признава всички предишни права, вече предоставени от баща му, и ги разширява с нови монополи и освобождаване от данъци.

## Раждане на Комуната
През 1130 г. Доменико Микеле е наследен като дож от Пиетро Полани. По време на неговото управление през 1143 г. народното събрание Кончо гласува създаването на Consilium Sapientium (Съвет на мъдреците, бъдещ Висш съвет), който действа като собствено постоянно представителство и подкрепя дожа в управлението: този орган е първият зародиш на новата система на комуните, подобна на създадените по същото време в много италиански градове, което е видимо и в появата на формулировката Commune Veneciarum (Венецианска комуна) в гражданските документи.
През 1148 г., едновременно с избирането на Доменико Морозини за нов дож, на властта му е нанесен нов удар чрез създаването на Promissio Ducis – клетвата за конституционна лоялност, поисквана от дожа при встъпването му в длъжност. От този момент нататък тя е непрекъснато подновявана с всеки нов избор на дож, постепенно ограничавайки правомощията му в полза на зараждащите се републикански институции. Напълно заета с вътрешната си политическа реорганизация, Венеция не участва във Втория кръстоносен поход (1145- 1149). Във външната политика дожът показва, че е по-малко провизантийски настроен от своя предшественик, като постига премахването на папския интердикт и получава признаване на господството над Марке с титлата Dominator Marchiae Морозини умира през февруари 1156 г.

## Конфликти с двете империи
При избора на новия дож Витале II Микеле международната политическа ситуация става критична за Венеция. Посланиците, изпратени в Константинопол, установяват, че Мануил I Комнин, поради възникналите разногласия с предишния дож, е изравнил генуезките привилегии с тези на Венеция и Пиза, докато германският император Фридрих I Барбароса се готви да дойде в Италия, за да я подчини отново на суверенната власт. Освен това патриархът на Аквилеа Улрих фон Трефен е разграбил Градо и трябва да бъде наказан. През 1163 г. той е победен и хвърлен в затвора. Улрих обаче е освободен чрез посредничеството на папа Александър III, след като на 7 април 1167 г. Венеция подписва в Абатство Понтида съглашение с комуните на Веронската лига и на Ломбардската лига срещу гибелините. Патриархът обаче е унизен с налагането на феодална почит от дванадесет прасета, носещи репродукции на патриаршеските крепости на гърба си, които да бъдат доставяни вовеки на всеки карнавален четвъртък. Междувременно Мануил I Комнин изпраща в Адриатическо море севастократор Йоан Дука Ангел с мощен флот, за да подкрепи Анкона в съпротивата ѝ срещу Фридрих I Барбароса. След като не получава подкрепата на Венеция, раздразненият Мануил I изпраща войските си да окупират Далмация и кара анконците да навредят на венецианската търговия. Точно когато изглежда, че ситуацията се подобрява, венецианците са обвинени в опожаряването на генуезката колония Галата и императорът внезапно нарежда на 12 март 1171 г. арестуването на всички венециански граждани в Романия и конфискацията на имуществото им: 10 хил. са затворниците само в Константинопол. Войната неизбежно удря първо Рагуза, виновна за отказа си да предостави военната помощ, поискана от Венеция, и продължава в Егейско море с обсадата на Негропонт. Витале II обаче прави грешката да повярва на мирните предложения на императора, като по този начин му позволява да събере силите си и да повика на помощ пизанците и генуезците. Унищожен от чума, венецианският флот тъжно се завръща у дома, където на 28 май 1172 г. дожът е нападнат и убит в заговор, замислен от бившите посланици в Константинопол Дзиани и Мастропиеро.
Смъртта на Витале II предоставя на аристократическата партия възможност за политическа разправа и задълбочена конституционна ревизия, тласкайки народното събрание към лишаване от правото на избор на дож, поверено на ограничена колегия от единадесет благородници. Избирателите избират Себастиано Дзиани. Новият дож насърчава реформа на Съвета на мъдреците, който е трансформиран в суверенно събрание с името Висш съвет и с продължителност една година. След това Дзиани изпраща посланици на изток, за да се опита да възстанови мира и да отвори отново пътя за търговия. Изправен пред удължаването на преговорите и преди всичко пред новината за катастрофалното поражение на Мануил I Комнин в битката при Мириокефалон, дожът се подготвя да вдигне отново оръжие, сключвайки съюз с Вилхелм II Добрия – исторически съперник на византийците и съюзник на папата. Споразумение е сключено и с Фридрих Барбароса, който по това време е в пълен конфликт с Ломбардската лига, която получава подкрепа от венецианския флот при обсадата на Анкона. Мануил I, осъзнавайки опасността, решава да сключи мир. Подсилена от този успех, през 1175 г. аристократичната партия популяризира нова част от венецианската държавна архитектура със създаването на Низшия съвет, назначен да подкрепя дожа в неговите функции.
Междувременно след поражението на Фридрих Барбароса в битката при Леняно на 29 май 1176 г. Дзиани предлага себе си за мирен посредник: той насърчава провеждането на конференция във Венеция през май 1177 г. между Фридрих Барбароса, папа Александър III, крал Вилхелм II Добрия и представителите на комуните от Ломбардската лига, на която е подписан Венецианският мир. Дзиани абдикира на 12 април 1178 г., след като насърчава нова конституционна реформа. Тя постановява по-нататъшно ограничаване на властта на народното събрание Кончо в избора за дож, която е делегирана на нов орган – Кваранция, избран от малцина, съставени от ограничена колегия от старейшини.

## Трети кръстоносен поход и Задарска война
Абдикацията на дож Себастиано Дзиани позволява избирането за дож на бившия му колега в заговора Орио Мастропиетро. Орио като първи акт издава Promissione dal maleficio – сборник от действащите закони и преразглеждане на наказанията. Той също така трансформира Кваранция във Върховен съд. Когато през 1181 г., по време на краткото управление на Алексий II Комнин, латинските колонисти на Константинопол са избити, дожът възобновява политиката на своя предшественик на съюз с норманите срещу регента и по-късно император Андроник I Комнин.
Междувременно в Адриатическо море унгарският владетел Бела III, също във война с Византия, окупира Задар и Далмация през 1183 г., предизвиквайки война с Венеция. Когато новият византийски император Исак II Ангел, нападнат през 1185 г. от норманите, се подготвя за преговори, подписвайки мир с унгарците и венецианците и назначавайки за протосеваст дожа, двете сили най-накрая изглеждат свободни да се обърнат една срещу друга. През 1187 г. венецианският флот обсажда Задар. Когато на 27 март 1188 г. в катедралата на Майнц император Фридрих I Барбароса се присъединява към Третия кръстоносен поход, Венеция счита за приоритет да се обърне към големия бизнес на източните пазари: обсадата на Задар е вдигната и флотът е подготвен да се присъедини към начинанието в Леванта.
Заедно с другите морски републики Венеция допринася за превземането на Тир, Акра и други крайбрежни градове на Светите земи. Като цяло обаче намесата ѝ се оказва неуспешна: Йерусалим остава в ръцете на кюрдско-мюсюлманската династия Аюбиди, а кралството на кръстоносците остава ограничено до брега. Единственият успех е създаването на Кипърското кралство за сметка на византийците. Кръстоносният поход току-що е приключил и унгарският въпрос все още не е решен, когато през 1192 г., вече твърде стар, за да задържи управлението, Мастропиеро абдикира.

## Четвърти кръстоносен поход и завладяване на морските владения на Венеция
Като абдикира, дож Орио Мастропиетро позволява предаването на управлението на последния от тримата посланици, помогнали за арестуването на венецианците от Константинопол по времето на Мануил I Комнин. Следователно новият дож става енергичният 80-годишен Енрико Дандоло, който като първи акт решава да сложи край на заплахите за венецианските владения в Адриатическо море, изпращайки флота срещу Задар. Задар обаче извиква на помощ пизанците, които превземат Пула, преди да бъдат победени през 1195 г. и да се оттеглят в Бриндизи под защитата на сем. Отвили. През 1201 г. пизанците окупират Бари в опит да блокират достъпа до Адриатическо море, но скоро са прогонени. През същия период Венеция предлага да транспортира въоръжените поклонници от Четвъртия кръстоносен поход на изток за 85 000 имперски сребърни марки, които започват да се събират в края на юни 1202 г. Ограниченото участие в експедицията обаче прави невъзможно кръстоносците да съберат договорената с Венеция сума, така че в замяна на транспорта им е обещана помощ срещу непокорния Задар.
Венецианско-кръстоносният флот, под командването на самия Енрико Дандоло, след това обсажда Задар. Задар е превзет на 8 ноември, а папа Инокентий III започва отлъчването на експедицията, виновна за нападение на християнския град. В Задар към експедицията се присъединяват пратениците на византийския принц Алексий Ангел, син на детронирания император Исак II Ангел, който моли кръстоносците за помощ, за да се върне на трона. След като Алексий се съгласява кръстоносците да отговорят на призива, той се присъединява към флота на 25 април 1203 г. След първата обсада на Константинопол от кръстоносците императорът бяга и Исак II Ангел е възстановен на трона. На 1 август той прави сина си Алексий Ангел съимператор. Алексий позволява на кръстоносците да зимуват пред портите на града, като обещава да им помогне през пролетта за продължаване на експедицията.
През зимата обаче избухва бунт в Константинопол, който детронира Исак II и Алексий IV, довеждайки на власт новия император Алексий V Дука. Той прегражда градските порти и нарежда на кръстоносците да напуснат земите му. В отговор те отново обсаждат Константинопол и на 12 април 1204 г. градът пада.
Западняците създават там Латинската империя на Изтока, която приема типичните форми на западния феодализъм; след като Енрико Дандоло отказва короната, за император е провъзгласен Балдуин Фландърски. Венеция получава западното крайбрежие на Гърция, Мореа, Наксос, Андрос, Негропонт, Галиполи, Адрианопол и пристанищата на Тракия на Мраморно море. Венецианският дож получава титлата Dominus Quartae Partis et Dimidiae Totius Imperii Romaniae („Господар на 1/4 и половина от цялата Римска империя“), правото да назначава латинския патриарх на Константинопол и 3/8 от Константинопол. Четвъртият кръстоносен поход и превземането на Константинопол представляват и окончателното скъсване с бившия византийски владетел, превръщайки Венеция в независима държава. Дандоло умира на 1 юни 1205 г. на 98 години, падайки от коня си, докато се връща от поход срещу българите: той е погребан в Света София (Константинопол).
Когато новината за смъртта на Дандоло достига до Венеция през август, синът на дож Себастиано Дзиани, Пиетро, е избран за дож, докато в Константинопол венецианските колонисти и членове на кръстоносния поход избират Марино Дзено. След като възстановява върховенството на титлата си, Пиетро Дзиани се погрижва да реформира избора на членовете на Висшия и на Низшия съвет, отстранен от народното събрание и поверен на колегия от седем избиратели. След това продължава да консолидира морските завоевания, като благоприятства изпращането на колонисти на Изток и частните експедиции на патрицианските семейства, за да поемат феодално владение на териториите, определени за Венеция. Следователно в Цикладите се ражда васалното Херцогство Наксос: Наксос, Парос и Милос стават феодални владения на сем. Санудо, Андрос отива при сем. Дандоло, Тинос, Миконос, част от Серифос и Кеа са на сем. Гизи, Санторини е на сем. Барози, а Куерини получават Астипалеа. Комплексът от тези огромни островни и крайбрежни владения започва да съставлява това, което венецианците наричат Stato da Màr (т.е. „Морска държава“).
Между 1207 и 1210 г. по-специално е обърнато специално внимание на завладяването на Кралство Кандия (днешен остров Крит), издигнато през 1208 г. като Херцогство Кандия, и на островите Корфу, Метони и Корони. През 1211 г. остров Кандия е разделен на феоди, дадени на основните венециански семейства. На следващата година феодалните владения са събрани в седем региона, единият – със столица Кандия е под прякото управление на Венецианската комуна, а останалите шест са дадени на един от сестиерите на Венеция, от които са изпратени колонисти под командата на капитани.
През 1214 г. Венеция е във война с Падуа. Най-големият проблем на дожа – прекомерната автономия на венецианските колонисти в Константинопол, скоро се повтаря и през 1224 г.: някой дори предлага да се прехвърли столицата от Венеция във византийския град – предложение, което не е прието с нито един глас. Накрая, през февруари 1229 г., дожът абдикира, но отказва да приеме за свой наследник Якопо Тиеполо, член на народната партия.
Дож Тиеполо, който вече е херцог на Кандия, е първият, който се изправя пред сериозната ситуация на този остров – жертва на бунтове, като изпраща огромни войски там. В същото време се опитва да гарантира мира с близките континентални градове, като облагодетелства онези венециански благородници, които се наричат там подести. През 1234 г., след като осуетява и опита за анексиране на Кандия от Никейската империя, бунтът на острова най-накрая е потушен. Въпреки това се отваря нов фронт в родината поради набезите на гибелините на Ецелино III да Романо в континенталната част, където сем. Ецелино поема контрола над Местре и Тревизо, нанасяйки щети на венецианската търговия с хинтерланда, и провокира намесата на Венецианската република заедно с гвелфите. Дожът абдикира през май 1249 г. Наследен е от дож Марино Морозини, който царува за кратко и умира през януари 1253 г.

## Война за Свети Сава и възраждане на Византийската империя
Новият дож Рениеро Дзено насърчава нова аристократична политическа реформа през 1255 г. със създаването на ограничен правителствен съвет в подкрепа на суверенния Висш съвет – Съветът на Прегадите. През същата година Венеция се сблъсква остро с Генуа за контрол над сирийските пазари. Casus belli е спорът за притежанието на манастира Свети Сава в Акра – столица на Йерусалимското кралство, който води до открита битка с унищожаването на венецианския квартал и корабите на котва в пристанището от страна на генуезците.
Венеция сключва съюз с Пиза, Марсилия и градовете на Прованс, поверявайки на Лоренцо Тиеполо командването на флота. Той атакува Акра през 1256 г., форсира пристанището и унищожава всички присъстващи генуезки кораби, атакува и подпалва съперничещия район, и накрая завладява замъка, известен като Монджоя. След това двете републики събират всички сили, които имат на изток, което води до сблъсък във водите на Кипър, където генуезците са победени; това позволява на Тиеполо да блокира пътищата на техните съперници към левантинските пазари. След като през 1257 г. Генуа се възстановява от вътрешните борби, до които поражението я е довело, подновява войната с по-голяма сила, но на 24 юни 1258 г. нейният флот е катастрофално победен във водите на Акра: двадесет и пет генуезки галери са пленени, складовете и генуезкият квартал отново са разграбени и разрушени. Въпреки опитите на папа Александър IV за посредничество конфликтът продължава, преминавайки в лагера на разклатената Латинска империя. Тук Венеция почти изцяло поема защитата на разклатения трон на Балдуин II в опит да защити господстващата си позиция на пазара на Константинопол. Генуа, от друга страна, подписва през 1261 г. Нимфейския договор с регента на Никейската империя Михаил Палеолог, който осигурява на никейците необходимата защита, за да успеят в задачата да завладеят отново Константинопол. След като градът пада с преврат на 25 юли и Михаил Палеолог е провъзгласен за новия василевс на ромеите, генуезците се оказват в позиция на сила във възродената Византийска империя, изтласквайки венецианците от позицията им на господство. Така подсилени, генуезците и византийците не отговарят на провокациите на венецианския флот, изпратен срещу тях, и отказват да влязат в битка. Тогава Венецианската република призова васалните херцози на Архипелага да навредят на гръцката търговия, но техният флот е унищожен от гръцкия.
През 1262 г. венецианците най-накрая успяват да пресекат генуезката флота, като я побеждават при Мореа, но последният сблъсък е през 1264 г. в битката при Сетепоци край бреговете на Сицилия, където цялата флота на Генуа е унищожена. След като побеждава своите съюзници, на 18 юни 1265 г. Византийската империя предлага договор за вечен мир на Венеция, но споразумението не намира одобрението на дожа и следователно е сведено до просто петгодишно примирие. Междувременно Републиката, за да осигури господството си над Адриатическо море, нарежда създаването на постоянен военноморски екип под заповедта на командващия венециански флот със седалище на Корфу. През същите тези години венецианските търговци Николо и Мафео Поло осъществяват първите си контакти с великия каган на Монголската империя Кубилай хан, ухажван от западните нации, търсещи съюз срещу сарацините, които заплашват да ги изгонят окончателно от последните им постове в Сирия. Така венецианските търговци стават посредници за възможен съюз, напускайки Китай през 1266 г. със задачата да доведат пратеници от хана до папа Климент IV за евентуално въвеждане на християнството в Китай. Раниеро Дзено умира през 1268 г.

## Венеция между народната партия и олигархичната партия
След смъртта на Рение Дзено, в опит да се попречи на изборите за дож да бъдат контролирани по някакъв начин, е извършена окончателната реформа на избирателната формула, поверена на сложна система от гласове и жребий: избран е синът на Якопо Тиеполо, Лоренцо, който също като баща си е изразител на народната партия. Дожът, за да компенсира прогресивната загуба на властта на народната класа спрямо патрициите (аристокрацията), установява почетната позиция, запазена изключително за гражданите (буржоазията и благородниците от континенталните владения) на Великия канцлер, върховен ръководител на държавната администрация. След това е създадена съдебната власт на Дожките промисори, натоварена с изготвянето и актуализирането на клетвата за лоялност, налагана на дожа при всеки нов избор. Междувременно през 1269 г. братята Николо и Мафео Поло пристигат в Рим със съобщения от Кубилай хан за папата, получавайки задачата да водят мисионери в Китай.
През 1270 г. дожът сключва мир чрез Договора от Кремона с Генуа и Византия, но през същата година Болоня блокира навигацията по река По, като строи крепост за охрана на речния ръкав По ди Примаро. Това води до война с Венеция, която предизвиква блокирането на пътища за търговия с вътрешността на страната. Войната се разширява с образуването на Италийската лига, съставена от Болоня, Тревизо, Верона, Мантуа, Ферара, Кремона, Реканати, Анкона и други по-малки градове, които през 1273 г. успява да принудят Венеция да сключи мир. През същата година обратното пътуване към Катай на Поло, този път придружени от младия Марко, приключва с пристигането им в Ханбалик. Търговците така и не успяват да доведат със себе си папските мисионери и да подпишат дългоочаквания съюз, но остават няколко години на служба при Великия хан като посланици и служители. Във Венеция обаче през 1274 г. управлението на Тиеполо отново е подкопано от избухването на широко разпространено въстание в Крит, с избиването от гърците на херцога на Кандия и много венециански благородници.
Дож Тиеполо умира на 15 август 1275 г. Тъй като не може да се намери споразумение между различните фракции, възрастният Якопо Контарини най-накрая е избран за нов дож на 6 септември 1275 г. Като първо действие, за да сложи край на скандала, причинен от брачните връзки на семейството на неговия предшественик, той насърчава закон, който забранява на дожа и неговите деца да се женят за чужди принцеси. През 1277 г. войната се подновява между Анкона и Венеция, вечни съперници в морската търговия; неочаквано Венеция е победена. През 1279 г., за да се увеличи ефективността на правителството, броят на членовете на Съвета на Прегадите е увеличен за първи път чрез създаването на Дзонта – патрицианска комисия, увеличаваща броя на 60-те члена на Сената. Накрая, на 6 март 1280 г. дожът е принуден да абдикира, оттегляйки се в манастир в замяна на рента.
За дож е избран Джовани Дандоло, член на аристократическата партия, който по това време е в Истрия, възнамерявайки да потуши бунт. През 1281 г. той подписва договор с Анкона изцяло в негова полза, за да може свободно да действа срещу критските и истрийските бунтовници (последните подкрепяни от църковното Княжество Аквилея и Ерцхерцогство Австрия). През 1282 г. отказва помощта на папата срещу Арагонците, които нахлуват в Сицилия, и затова е отлъчен от Църквата заедно с града. Тогава на изток Генуа придобива от византийците изключителен достъп до водите на Черно море, където създава новите колонии Кафа и Пера. Венеция реагира, като сключва съюз с Пиза, но Пиза е катастрофално победена в битката при Мелория на 6 август 1284 г. Въпреки това и въпреки че конфликтите не затихват, благосъстоянието на венецианската търговия е демонстрирано през същите тези години чрез сеченето на първия дукат Матапан – валута, предназначена да се превърне във водещо средство за обмен в средиземноморската търговия. Интересите на дожа обаче са по-скоро насочени към политическия успех на аристократическата партия. На 5 октомври 1286 г. той предлага закон за ограничаване на достъпа до Висшия съвет до семействата, които вече са на власт. Предложението му обаче е категорично отхвърлено; поради тази причина на 17 октомври Дандоло решава да представи по-малко радикално решение, като поисква избирането на новите членове да бъде подложено на одобрението на напускащото мнозинство, но и това предложение не е прието поради срещу силната опозиция на народната партия. Дандоло умира на 2 ноември 1289 г.

## Формиране на олигархична система
Въпреки отхвърлянето на техните предложения членовете на аристократическата партия са все още силни, така че на 25 ноември 1289 г. те успяват да изберат за дож Пиетро Пиерацо Градениго – младия лидер на тяхната фракция. Това се случва след изтощителна битка срещу народния Якопо Скопуло Тиеполо – пряк потомък на дожите Лоренцо и Якопо, избран с всеобщо признание, но не според установената форма. Тиеполо, за да избегне гражданска война, предпочита да се оттегли, но разделението между двете страни остава непоправимо. С падането на Акра през 1291 г. – последната ивица от Утремер и с временното затваряне на пътищата към Сирия, конфликтът с Генуа за контрол над византийските пазари се разпалва отново. През същата година, с указ на дожа, всички леярни на фабриките за стъкло са преместени на остров Мурано.
През 1293 г. венецианците, станали агресивни при управлението на новия дож, се опитват да блокират генуезкия флот край бреговете на Корони, провокирайки война. След поредица от дребни сблъсъци двата флота се изправят един срещу друг на 28 май 1294 г. в битката при Лаяцо, в която венецианците са победени. През 1295 г. обаче венецианският флот отново отплава под командването на Матео Куерини и Николо Барбаро, но двете армии се изправят една срещу друга, без да се стигне до сблъсък. Малко след това генуезците започват войната срещу Кандия (Крит) и венецианския флот, като в отговор венецианците навлизат в Черно море и опожаряват Кафа. В Константинопол обаче генуезките колонисти атакуват венецианския квартал, получавайки подкрепата на император Андроник II, който отвежда в плен оцелелите венецианци и самия байло Марко Бембо. Именно през 1296 г. венецианският флот форсира Босфора и опустошава цялото крайбрежие, като унищожава генуезката колония Галата и накрая хвърля котва точно пред Влагернския дворец – резиденцията на императора. По този начин византийците изоставят конфликта, като плащат огромен военен данък.
Докато войната с Генуа продължава със смесен успех, латентният политически конфликт във Венеция избухва с предложението на дожа от 6 март за изключване на средните класи от достъп до Висшия съвет. Предложението е отхвърлено, но на 28 февруари 1297 г. най-накрая е окончателно одобрен Локаутът на Висшия съвет – реформа, с която членовете на съвета са направени временно наследствени. Напрежението за одобрение на разпоредбата нараства след катастрофалното поражение в битката при Корчула на 8 септември 1298 г., последвано от новото клане на венецианските колонисти, наредено от императора на Константинопол. Последвалият мир, подписан на 25 май 1299 г. в Милано под егидата на Матео I Висконти, е много суров и води до икономически последици за класата на гражданите (буржоазията и благородниците от контитенталните владения), вече политически засегната от реформата на Висшия съвет. Поради това след унизителния мир някои членове на народната партия, събрани около Марин Боконио – един от представителите на партията, принадлежаща към класата на гражданите, замислят заговор срещу дожа. Въпреки това когато са разкрити, заговорниците са арестувани и обесени. Придобили увереност от победата срещу заговора, дож Градениго и олигарсите насочват вниманието си към Ферараː през 1305 – 1306 г. те изпращат подкрепления на маркиз Ацо VIII д'Есте, с които да победи враговете си. Маркизът в замяна трябва да позволи заселването на венециански висдомин (висш наместник) в града. Когато обаче Ацо III се разболява и умира, Венеция трябва да се намеси в полза на наследника му Фолко II д'Есте срещу неговите чичовци Франческо и Алдобрандино, които от своя страна молят папа Климент V за помощ, признавайки неговото господство над Ферара. Венецианците окупират града, но бунтът на жителите ги принуждава да се оттеглят в крепостите. Безизходицата кара Венеция да обяви война на Папската държава на 7 октомври 1308 г., след което папата отлъчва дожа от Църквата. Събитието създава дълбок разрив между двете политически партии в града, като народните, водени от Якопо Куерини, заемат страната на гвелфите. На 27 март 1309 г. папата налага запрещение (интердикт) на град Венеция, като също така нарежда евакуацията на духовенството, докато бурни реакции срещу венециански стоки и търговци се разразяват навсякъде в чужбина. И кардинал Арналдо Пелагруа обявява предстоящ кръстоносен поход срещу Венеция, докато контингенти, изпратени да освободят Ферара, пристигат от различни части.
На 28 август Венеция капитулира, изоставяйки владенията си във Ферара. Олигархичната партия обвинява за поражението народния Марко Куерини, командир на венецианските сили, и в града избухват сблъсъци между двете фракции. През септември сблъсъците водят до сбивания във Висшия съвет между семействата Куерини, Тиеполо и Бадоер, от една страна, и семействата Джустини, Дандоло и Градениго, от друга: старият Якопо Тиеполо дори е ранен в сблъсъците. Мерките на правителството срещу безредиците не водят до нищо друго освен до провокиране на нови сблъсъци в района на Риалто, крепост на народните. След като Якопо Куерини – старият и умерен лидер на Народната партия, назначен за байло на Константинопол, напуска града, представителите на неговата партия започват да кроят заговор за сваляне на дож Градениго и на неговата фракция. Опозицията се обединява около фигурата на младия Баджамонте Тиеполо и действието е насрочено за зазоряване на неделя, 14 юни 1310 г. Акцията е добре обмислена и опасна, включваща едновременно нападение на Двореца на дожите от три въоръжени колони, също с помощта на падуанци, събрани от Бадоеро Бадоер. Предателството на заговорник обаче предупреждава дожа, който по този начин се оказва подготвен за предварително определения ден на заговора. Бунтовниците, изненадани от гвардията на дожа, са жестоко отблъснати и са принудени да се барикадират в Риалто, където се подготвят за съпротива. На 17 юни най-накрая е постигнато споразумение и Тиеполо и хората се съгласяват да напуснат града в изгнание. Но за онези, които вече са попаднали в ръцете на дожа, милост няма: Върховният трибунал на 40-те издава смъртната им присъда.
След като по този начин смазват опозицията и дори изравняват имотите на опонентите си със земята, олигарсите остават господари на територията. На 10 юли е постановено раждането на нов държавен орган – Съветът на десетте, с функциите на извънреден трибунал за репресии срещу заплахи срещу държавата. Тогава е сформирана гражданска милиция под командването на областните водачи, готови да се втурнат в защита на Републиката по всяко време, която сега е станала аристократична под управлението на търговския патрициат. Няколко дни по-късно са издадени нови закони за ограничаване на достъпа на homines novi до Висшия съвет. Победителят Пиетро Градениго умира на 13 август 1311 г. На 23 август Марино Дзорци, свързан със сем. Куерини, е избран за дож. Неговото избиране цели да излекува, поне отчасти, последствията от заговора и репресиите, както и да насърчи помирението с папата след катастрофата на войната във Ферара. Той умира на 3 юли 1312 г.
На 13 юли дож става Джовани Соранцо, също свързан с Куерини. През 1313 г. папският интердикт най-сетне е свален от града. По време на управлението на Соранцо олигархичната система е окончателно установена със серия от закони, които между 1315 и 1322 г. трайно изключват достъпа до патрициата, чиито членове оттогава се регистрират в специална Златна книга. В същия период поетът Данте Алигиери посещава града. Венеция си възвръща старите привилегии на византийските пазари на Изток, но те са балансирани от забраната за търговия с мюсюлмани, установена през 1323 г. под натиска на папа Йоан XXII. През 1327 г. търговските пътища към хинтерланда също започват да бъдат застрашавани от разширяването на господството на Кангранде I дела Скала във Венето.
На 4 януари 1329 г. за дож е избран Франческо Дандоло. По това време Скалиджери са се превърнали в господари на Виченца, Падуа, Фелтре и Белуно, като достигат краищата на Венецианската лагуна, поставяйки митницата в Маргера.
Венеция от своя страна отново се опитва да превземе Ферара, възползвайки се от вътрешния си смут, но проектът е блокиран от интердикта на папа Климент V. През 1336 г. Републиката влиза в съюз с Флоренция, Сиена, Болоня, Перуджа и други малки градове срещу експанзионистичните цели на Мастино II дела Скала. През 1337 г. коалицията се разширява и Мастино II вече не е в състояние да се противопостави на враговете си: Падуа се връща под властта на Да Карара, а Венеция превзема замъка на Местре на 29 септември, напредвайки във вътрешността на страната. На 2 декември 1338 г. Венеция завладява Тревизо, първото ядро на нейните континентални владения, чието господство е признато с мира от 24 януари 1339 г. във Венеция. Дандоло умира на 31 октомври същата година. Новият дож е Бартоломео Градениго, който е на преклонна възраст и умира на 28 декември 1342 г., докато нови бунтове разтърсват венецианската власт в Крит.

## Криза в средата на XIV век
На 4 януари 1343 г. за дож е избран Андреа Дандоло. Той се присъединява към кръстоносния поход, свикан от папа Бонифаций IX срещу османските турци, които заплашват Константинопол. Така венецианският флот завладява Смирна. Управлението на Дандоло обаче скоро е помрачено първо от бунта на Задар (1345 – 1347), незабавно възобновен, а през 1348 г. и от разпространението на черната чума, която пристига в Италия на борда на генуезките галери на връщане от Кафа, обсадена от татарите. Чумата удря града, вече отслабен от скорошно земетресение, бързо унищожавайки 3/5 от населението и причинявайки огромни икономически щети, утежнени от изграждането на нова генуезка колония на Босфора, използвана за блокиране на преминаването на венециански кораби. През 1350 г., въпреки опитите за посредничество на поета Франческо Петрарка, Венеция, след частичното си възстановяване от чумата, обявява война на Генуа, което води до началото на Войната за проливите. Конфликтът обаче започва зле и Негропонт е обсаден от генуезците. На следващата година венецианците отговарят, като разграбват Галата и подтикват император Йоан VI Кантакузин открито да вземе страна срещу Генуа. През 1352 г. голям сблъсък между двата съперничещи си флота завършва без победители. През 1353 г. венецианците най-накрая постигат победа във водите на Алгеро, но на следващата година претърпяват унищожаването на Корчула, Лиса и Пореч. На 7 септември 1354 г. съкрушеният дож умира от инфаркт.
За негов наследник е избран на 16 септември Марино Фалиеро. Неговото управление е открито с ново поражение на венецианския флот при Сапиенца на 4 ноември. Изправен пред криза, дожът се опитва да организира нов политически повратен момент за републиката чрез установяване на лична сеньория (господство), но заговорът е осъден на Съвета на десетте. Целият град изпада в смут и представителите на олигархията окупират с оръжие площад „Сан Марко“. Заговорниците са арестувани, разпитвани, осъдени на смърт и екзекутирани пред Двореца на дожите на 15 април 1355 г. Самият дож е арестуван и осъден: вечерта на 17 април 1355 г. той е обезглавен на Стълбището на гигантите – традиционното място за коронация на дожа.
Наследникът му е Джовани Градениго, докато Венеция, обсебена от страхове от вътрешни заговори, подписва мирен договор с Република Генуа, слагайки край на дългата и неблагоприятна война. В началото на 1356 г. обаче републиката се сблъсква с нашествието на Лайош I Велики в Далмация. Унгарският суверен влиза в съюз с херцога на Австрия, с графовете на Гориция, с патриарха на Аквилеа и с падуанския владетел Франческо I да Карара, който побеждава венецианците в Азоло, Ченеда и Конеляно, обсаждайки ги в крепостта на Тревизо. Когато дожът умира на 8 август същата година, републиката е обкръжена.
За нов дож е избран Джовани Долфино, командир на войските, отговорни за отбраната на Тревизо. Тежкото поражение при Нервеза през февруари 1358 г. бележи негативната съдба на войната и Венеция се примирява със загубата на Далмация с мира от Задар на 18 февруари 1358 г. Дожът е принуден да приеме титлата Dux Veneticorum et coetera („дож на венецианците и на други“). Междувременно Падуа започва да блокира венецианската търговия по река Брента. Вследствие на всички тези събития във Венеция започва фаза на дълбока икономическа криза. Управлението на Долфино приключва със смъртта му на 12 юли 1361 г.
Той е наследен от Лоренцо Челси. През 1363 г. венецианската криза изглежда се задълбочава допълнително с избухването на голямото въстание на Кандия, което включва, освен благородниците и гръцкото население, голяма част от венецианските колонисти, които, обременени от прекомерен фискален натиск, се опитват да извоюват независимост от родината. Фактът е неприемлив за Венеция и Републиката се подготвя за голяма наказателна експедиция за потушаване на бунта, изпращайки генерал Лукино Дал Верме на Крит през 1364 г. Армията идва на острова през май и бързо побеждава бунтовниците. След това събитие островът губи своята феодална организация, събрания и магистрати завинаги, попадайки под прякото управление на Републиката. Дожът умира, вероятно отровен, на 18 юли 1365 г. Новият дож Марко Корнаро прави всичко възможно, за да засели отново колонията на Крит, сериозно пострадала от бунта.

## Войни за Триест и за Киоджа
Избраният през 1368 г. дож Андреа Контарини, участващ във Войната за Триест, цели да накаже Триест заради заплахите към търговските пътища на Венеция в Адриатическо море, но преди всичко да потвърди венецианското господство над Истрия, заплашена от Ерцхерцогство Австрия. Триест е вразумен и австрийските амбиции са възпрени.
От 1370 г. Венеция трябва да се изправи пред нарастващата заплаха от Да Карара, господари на Падуа, които обаче са принудени да сключат мир. Успехите обаче са анулирани от сблъсъците на 10 октомври 1372 г. във Фамагуста, столицата на Кипърското кралство, по повод коронацията на Петър II от рода Лузинян, което води до войната с Генуа. Поради обикновен въпрос за етикета между генуезкия консул и венецианския съдия-изпълнител възниква спор, който, след като се разпространява сред кипърските благородници, раздразнени от нарастващия контрол на Генуа върху икономиката на кралството, води до сериозни безредици и приключва с изхвърлянето през прозореца на консула и унищожаването на имотите на Генуа на острова. Генуа реагира, като наказва сурово Кипър и поема контрола над него.
През 1376 г. в Константинопол генуезците благоприятстват възкачването на трона на Андроник IV Палеолог, който им предоставя като награда стратегическия остров Тенедо, вече обещан от баща му на венецианците. Те убеждават управителя на острова да не изпълнява императорските заповеди, но това не води до ареста на съдия-изпълнителя и търговците от колонията на Константинопол. През 1378 г., когато бившият император Йоан V Палеолог, подпомогнат от турците, си връща трона, прекъсвайки съюза между генуезците и византийците, Венеция сключва съюз с Петър II Кипърски и решава официално да влезе във войната. Накратко, двете републики се опитват да съберат възможно най-много съюзници и по този начин конфликтът се разпространява в широк мащаб в цяла Северна Италия и Далмация. Все по-кървавата война достига повратна точка, когато на 7 май 1379 г. генуезците унищожават венецианския флот на Ветор Пизани в Пула.
Без защита бреговете на Венеция са подложени на атака от генуезците, които между 6 и 16 август окупират Киоджа Миноре и Киоджа Маджоре, прониквайки във Венецианската лагуна. Обсадени в собствения си град, венецианците блокират каналите на лагуната, въоръжават всеки наличен кораб и изпращат да изтеглят флота на Карло Дзено от Изтока, докато корабостроителниците на Арсенала работят с пълен капацитет за строежа на нови кораби. На 22 декември неочакваната венецианска контраатака, водена от самия 80-годишен дож Контарини и от Ветор Пизани, освободен от народното признание от затвора, в който е хвърлен ден след поражението, блокира генуезкия флот в Киоджа, превръщайки обсаждащите в обсадени. Подсилени от пристигането на 1 януари 1380 г. на флота на Дзено, венецианците започват атакуват генуезците все по-жестоко, завладявайки отново Киоджа Миноре през февруари, откъдето успяват да затегнат обсадата с още по-голяма решителност. Въпреки мирните опити, предложени от папа Урбан VI и флорентинците, дожът и Пизани отхвърлят предложенията за предаване на генуезците. Между 23 и 24 юни Киоджа е превзета и силите на Генуа са напълно унищожени. Войната обаче продължава през 1381 г., докато двата града, изтощени, се съгласяват да подпишат Торинския мир. На 5 юни 1382 г. дож Контарини умира.

## Континентална експанзия

### Войни с Падуа и с Милано
По време на много краткото управление на дож Микеле Морозини, продължило от 10 юни до 16 октомври 1382 г., Венеция гледа на нарастването на мощта на Да Карара с все по-голяма загриженост. Да Карара водят война срещу Леополд III Хабсбург и получават като феод крепостите на Ченеда, Тревизо и Фелтре и Белуно.
След като дожът умира от чума, на поста му на 21 октомври идва Антонио Вениер, тогава зает в Кандия (Крит). Той пристига във Венеция едва в първите дни на 1382 г. Междувременно Да Карара, в близък съюз с Джан Галеацо и Бернабо Висконти, господари на Милано, с цел да застрашат остатъчните владения на Скалиджери, се намесват във вътрешните спорове на църковното Княжество Аквилеа, като получават нови владения, което ги кара да обкръжат напълно венецианското Догадо. Вследствие на това Републиката сключва съюз с ерцхерцога на Австрия, патриарха на Аквилеа и графовете на Гориция, обявявайки война на Падуа през 1385 г. Докато е в Адриатическо море, Венеция се възползва от династичния конфликт между Мария Унгарска и Шарл III Анжуйски, като си връща Корфу. Джан Галеацо Висконти, който става едноличен господар на Милано през 1387 г., побеждава Скалиджери, завладявайки Верона и Виченца. Тъй като целта на съюза между Да Карара и Висконти се проваля, Джан Галеацо се съюзява през 1388 г. с Венеция, която през юли същата година обсажда Падуа. Бунтовно население на Падуа принуждава Франческо I да Карара да абдикира в полза на сина си Франческо Новело, който продължава войната с Венеция. През 1391 г. обаче самият Висконти се изправя срещу Новело, след като се съюзява с Венеция: Висконти превзема Падуа и го принуждава да се барикадира в Тревизо. Новата заплаха, породена от близостта на голямата Сеньория Милано, не е приемлива за Венецианската република и изглежда дори по-опасна от предишното господство на Да Карара. Докато Висконти е притиснат от курпфалц Рупрехт II фон Вителсбах и от графа на Арманяк Бернар VII, Венеция, след като завладява Тревизо, принуждава Франческо Новело II да Карара да се просне в краката на дожа на 24 ноември 1392 г. и да моли да бъде приет във венецианския патрициат (аристокрация) в замяна на връщането на Падуа. Заплахата от страна на Джан Галеацо Висконти обаче е все още силнаː когато той сключва съюз с бащата на новия крал на Унгария и Хърватия Сигизмунд, кралят на римляните Вацлав Люксембургски се чувства достатъчно силен, за да атакува Флоренция, но е победен при Говерноло. В този момент Флоренция сформира отбранителна лига с Венеция и другите врагове на Висконти, която ограничава целите им в бъдеще.

### Завладяване на Венето, Фриули и Далмация
На 1 декември 1400 г. за дож е избран Микеле Стено. През 1403 г., след няколко епизода на генуезко пиратство, венецианската флота, командвана от генерален капитан Карло Дзено, побеждава генуезкия флот при Модоне в последната голяма конфронтация между двете морски сили. Междувременно още през 1402 г. смъртта на Джан Галеацо Висконти оставя Миланското херцогство без силен водач и Флоренция се възползва от това заедно с Да Карара, за да се разшири в ущърб на херцогството. Когато падуанците превземат Верона и обсаждат Виченца през март 1404 г., миланската регентка Катерина Висконти моли дож Стено за помощ, обещавайки в замяна отстъпването на двата града. На 24 април се извършва доброволното подчинение на Виченца, последвано на 7 май от това на Колоня Венета, и Венеция нарежда на Франческо Новело да Карара да сложи край на опустошението в новите ѝ територии. Когато господарят на Падуа отказва, е обявена война. Катерина Висконти, неспособна да ги защити, също отстъпва на Венецианската република Белуно (18 май), Басано (10 юни) и Фелтре (15 юни), докато Да Карара се съюзяват със семейство Есте от Ферара. В началото на 1405 г. венецианците обсаждат Падуа, докато през март семейство Есте е принудено да отстъпи Полезине и да изостави конфликта. Също така през 1405 г. Венеция също е въвлечена на Балканите, където избухва войната в Хърватия с Княжество Зета (Първа скутарска война). На 24 юни е доброволното подчинение на Верона, последвано от това на Падуа. Членовете на семейство Да Карара, транспортирани до Венеция, са хвърлени в затвора и след напразни молби за прошка са екзекутирани.
През 1406 г. в Рим венецианецът Анджело Корер е избран на папския престол с името Григорий XII. С надеждата да сложи край на схизмата, съборът в Пиза вика Григорий и антипапа Бенедикт XIII, но, изправени пред отказа на двамата да се представят, на 5 юни 1409 г. и двамата са обявени за свалени като схизматици, еретици, лъжесвидетелстващи и скандални. На тяхно място съборът избира антипапата или папа Александър V, идващ от венецианската колония Кандия (Крит). Александър умира внезапно през 1410 г. и е наследен от антипапа Йоан XXIII. Хаосът, който се върти около въпроса за разкола и участието на членове на венецианския патрициат, води на 13 юли същата година до изключването от заседанията на съветите на Републиката относно въпросите, свързани с папството и Църквата, на всички по някакъв начин свързани с различните понтифекси и с духовенството. За целта са изготвени специални списъци на име fora papalistas („Папалистите вън“) от команда, извиквана в момента, в който членовете трябва да напуснат събранията. Дожът, стар и болен, умира на 26 декември 1413 г.
На 7 януари 1414 г. за дож е избран Томазо Мочениго. През 1416 г. Пиетро Лоредан е изпратен в Галиполи, за да започне диалог с новия султан Мехмед I. Въпреки това мисията на Лоредан е неразбрана и избухва битка. Османският флот е потопен. През 1415 г. Съборът в Констанц, проведен под патронажа на краля на Унгария и император на Свещената Римска империя Сигизмунд Люксембургски, слага край на Западната схизма, като приема абдикацията на Григорий XII и антипапите и довежда до избирането на папа Мартин V през 1417 г. Укрепен от този успех, императорът сформира заплашителен антивенециански съюз с новия патриарх на Аквилеа Лудвиг фон Тек през 1418 г. В последвалата война, въпреки че е атакувана на два фронта, Венеция скоро преминава в настъпление, завладявайки цяло Фриули и Кадоре, които най-накрая са присъединени към Континенталните владения през 1420 г., като същевременно официално запазва временната роля на патриарха на Аквилеа. През 1419 г. в Хърватия избухва Втората скутарска война. Преди всичко обаче мирът с Унгария връща владението на Далмация на Венеция. Томазо Мочениго е последният дож, който действа от името на Венецианската комуна. Новият експанзионистичен цикъл на Републиката съвпада с освобождаването от последните остатъци, макар и чисто формално, от периода на комуната.
Управлението на Мочениго е белязано и от нарастващо строителство, по-специално по отношение на монументалната реконструкция на Двореца на дожите – сърцето на държавата. Въпреки силния натиск за обратното обаче, реално дожът винаги е предпочитал да забави експанзионистичния стремеж на града, като непрекъснато си спомня, дори и в собственото си завещание, за рисковете, свързани с впускането в дълги и скъпи войни, които само биха преместили центъра на гравитацията на държавата далеч от морето. След дълго боледуване той умира на 4 април 1423 г., почти на осемдесет години.